# Armando Souto Maior
Armando de Albuquerque Souto Maior (Recife, 12 de fevereiro de 1926 - Recife, 26 de agosto de 2006) foi um historiador, professor universitário, pesquisador, bacharel em Direito e empresário brasileiro.

## Biografia
Armando Souto Maior nasceu no Recife, filho legítimo de Leovigildo Souto Maior e de Maria Anunciada de Albuquerque Souto Maior. Seus avós paternos eram Homem Bom de Albuquerque Souto Maior e Joaquina de Arruda Souto Maior. Seus avós maternos são o sr. Manoel Xavier Carneiro de Albuquerque e Lídia Barbosa Carneiro de Albuquerque. Era primo em 3o grau de Mário Boaventura Souto Maior, escritor folclorista, assim como é parente do Deputado Estácio Souto Maior e seu filho Nelson Piquet.
Souto Maior recebeu a melhor formação acadêmica que havia no Recife, tendo se destacado por ser poliglota. Instigado pela família a seguir o carreira jurídica, como seu bisavô José Francisco de Arruda Costa o fizera, formou-se em 1947 pela Faculdade de Direito da Universidade Federal de Pernambuco e no ano seguinte em História pela Universidade Católica de Pernambuco, foi professor de História na Universidade Federal de Pernambuco.
Dentre as pesquisas que mais o destacaram estão os estudos sobre o povo etrusco, que o fizeram passar dois anos na Itália, e sobre a revolta camponesa havida no Nordeste durante o século XIX que lhe rendeu o livro mais conhecido no meio acadêmico, intitulado "Quebra Quilos: lutas sociais no outono do Império".
Converteu-se ao espiritismo após uma palestra de Carlos Campetti que assistiu, na maturidade, nos Estados Unidos; cético, questionou o palestrante e este o convencera à leitura de O Livro dos Espíritos, de Allan Kardec; em seu depoimento: "Antes de minha aceitação da teoria espírita, eu era pouco complacente, algo vaidoso, auto-suficiente e tinha muita dificuldade em perdoar. Fazia da ironia uma regra de conduta e do orgulho intelectual um escudo".
No final da vida acadêmica Souto Maior proferia palestras pelo Brasil, e orientava alunos da pós-graduação em história; ao todo publicou oito livros, sendo o mais conhecido deles o "clássico escolar" História Geral; junto a um filho dirigiu a Faculdade de Arquitetura e Urbanismo de Pernambuco, fundada em 1987.
Morreu após sofrer um infarto em sua casa no bairro de Boa Viagem, onde se recuperava de uma cirurgia; seu corpo foi velado em Paulista e sepultado no Cemitério Morada da Paz, daquela cidade, no dia 28 de agosto de 2006 com 80 anos de idade.